# Associazione Calcio Monopoli 1992-1993
Questa pagina raccoglie le informazioni riguardanti l'Associazione Calcio Monopoli nelle competizioni ufficiali della stagione 1992-1993.

## Rosa
| N. |                   | Ruolo | Calciatore          |
| -- | ----------------- | ----- | ------------------- |
|    | Italia (bandiera) | A     | Angelo Agliuzza     |
|    | Italia (bandiera) | C     | Giuseppe Angelini   |
|    | Italia (bandiera) | D     | Fernando Argentieri |
|    | Italia (bandiera) | C     | Alessandro Celano   |
|    | Italia (bandiera) | D     | Gennaro Costantino  |
|    | Italia (bandiera) | A     | Tommaso De Carolis  |
|    | Italia (bandiera) | D     | Enrico Da Matola    |
|    | Italia (bandiera) | D     | Giuseppe Di Meo     |
|    | Italia (bandiera) | A     | Marcello Di Renzo   |
|    | Italia (bandiera) | A     | Fabrizio Fabris     |
|    | Italia (bandiera) | P     | Carlo Fasoli        |
|    | Italia (bandiera) | D     | Adis Feruglio       |
|    | Italia (bandiera) | C     | Domenico Galeano    |

| N. |                   | Ruolo | Calciatore          |
| -- | ----------------- | ----- | ------------------- |
|    | Italia (bandiera) | C     | Cristian Giovannini |
|    | Italia (bandiera) | A     | Marco Limetti       |
|    | Italia (bandiera) | C     | Fedele Limone       |
|    | Italia (bandiera) | C     | Roberto Maffei      |
|    | Italia (bandiera) | A     | Giovanni Montalbano |
|    | Italia (bandiera) | D     | Paolo Petrullo      |
|    | Italia (bandiera) | C     | Romualdo Picchiante |
|    | Italia (bandiera) | P     | Angelo Quaranta     |
|    | Italia (bandiera) | C     | Roberto Rizzo       |
|    | Italia (bandiera) | D     | Giovanni Romito     |
|    | Italia (bandiera) | D     | Edoardo Rubini      |
|    | Italia (bandiera) | C     | Vincenzo Rubino     |
|    | Italia (bandiera) | C     | Antonio Vinci       |

## Risultati

### Campionato

#### Girone di andata
| 13 settembre 1992 1ª giornata | Monopoli | 1 – 1 | Trani |  |

| 20 settembre 1992 2ª giornata | Savoia | 1 – 1 | Monopoli |  |

| 27 settembre 1992 3ª giornata | Sangiuseppese | 0 – 0 | Monopoli |  |

| 4 ottobre 1992 4ª giornata | Monopoli | 1 – 1 | Juventus Stabia |  |

| 11 ottobre 1992 5ª giornata | Matera | 2 – 0 | Monopoli |  |

| 18 ottobre 1992 6ª giornata | Monopoli | 1 – 0 | Molfetta |  |

| 25 ottobre 1992 7ª giornata | Bisceglie | 0 – 0 | Monopoli |  |

| 1º novembre 1992 8ª giornata | Monopoli | 3 – 1 | Catanzaro |  |

| 8 novembre 1992 9ª giornata | Formia | 1 – 1 | Monopoli |  |

| 22 novembre 1992 10ª giornata | Monopoli | 3 – 0 | Astrea |  |

| 29 novembre 1992 11ª giornata | Akragas | 1 – 0 | Monopoli |  |

| 6 dicembre 1992 12ª giornata | Monopoli | 0 – 0 | Sora |  |

| 13 dicembre 1992 13ª giornata | Altamura | 0 – 0 | Monopoli |  |

| 20 dicembre 1992 14ª giornata | Monopoli | 0 – 1 | Turris |  |

| 27 dicembre 1992 15ª giornata | Vigor Lamezia | 2 – 0 | Monopoli |  |

| 24 gennaio 1992 16ª giornata | Monopoli | 0 – 1 | Atletico Leonzio |  |

| 31 gennaio 1993 17ª giornata | Licata | 0 – 1 | Monopoli |  |

#### Girone di ritorno
| 7 febbraio 1993 18ª giornata | Trani | 0 – 0 | Monopoli |  |

| 14 febbraio 1993 19ª giornata | Monopoli | 0 – 0 | Savoia |  |

| 21 febbraio 1993 20ª giornata | Monopoli | 4 – 1 | Sangiuseppese |  |

| 7 marzo 1993 21ª giornata | Juventus Stabia | 0 – 0 | Monopoli |  |

| 14 marzo 1993 22ª giornata | Monopoli | 1 – 1 | Matera |  |

| 21 marzo 1993 23ª giornata | Molfetta | 1 – 1 | Monopoli |  |

| 28 marzo 1993 24ª giornata | Monopoli | 3 – 0 | Bisceglie |  |

| 4 aprile 1993 25ª giornata | Catanzaro | 0 – 1 | Monopoli |  |

| 18 aprile 1993 26ª giornata | Monopoli | 1 – 1 | Formia |  |

| 25 aprile 1993 27ª giornata | Astrea | 1 – 0 | Monopoli |  |

| 2 maggio 1993 28ª giornata | Monopoli | 0 – 1 | Akragas |  |

| 9 maggio 1993 29ª giornata | Sora | 3 – 0 | Monopoli |  |

| 16 maggio 1993 30ª giornata | Monopoli | 2 – 0 | Altamura |  |

| 23 maggio 1993 31ª giornata | Turris | 1 – 1 | Monopoli |  |

| 30 maggio 1993 32ª giornata | Monopoli | 1 – 0 | Vigor Lamezia |  |

| 6 giugno 1993 33ª giornata | Atletico Leonzio | 3 – 1 | Monopoli |  |

| 13 giugno 1993 34ª giornata | Monopoli | 0 – 1 | Licata |  |